# كارلو سكوت
كارلو سكوت (بالإنجليزية: Carlo Scott)‏ (5 يونيو 1980 - ) هو لاعب كرة قدم جنوب أفريقي في مركز الهجوم. لعب مع أياكس كيب تاون وماميلودي صن داونز وموروكا سوالوز وIkapa Sporting F.C. ‏ ونادي بلومفونتين سيلتيك.

## وصلات خارجية
- كارلو سكوت على موقع قاعدة بيانات كرة القدم.إي يو (الإنجليزية)